# Oomycota
Oomycota là một dòng vi sinh vật nhân thực hơi giống nấm. Chúng là những sinh vật thể sợi, kích thước hiển vi, có tính hút thu mà vừa có thể sinh sản hữu tính và vô tính. Các loài Oomyceta có thể sống hoại sinh hoặc ký sinh gây bệnh, bao gồm một số căn bệnh nổi tiếng nhất ở cây, như bệnh mốc sương và bệnh sồi chết bất ngờ. Loài Pythium oligandrum, được dùng trong kiểm soát vật hại, tấn công nấm gây hại cho cây. 
Oomycota rất ít khi được ghi nhận trong hóa thạch. Một loài có thể là Oomycota đã được mô tả, từ hổ phách kỷ Creta.